# 日根野景盛
日根野 景盛（ひねの かげもり）は、戦国時代に和泉国で活動した武士。

## 概要
景盛は文亀3年（1503年）に和泉国日根郡入山田村に下向中の九条政基と対立していた和泉守護家臣の日根野光盛の系譜であるとされる。和泉上守護・細川元常（天文12年（1543年））の被官とされる。天文2年（1533年）5月28日にはそれまで日根野氏が買得知行していた大窪村辻垣内の屋敷地を売却している。天文5年（1536年）頃に和泉上守護代・松浦氏の内衆として活動していた日根野氏も景盛あるいはその一族と考えられる。根来寺の拠点である熊取荘へも進出しているが、その後撤退した。
古井氏（中氏）に伝わる「家記」によると、古井秀充は戦争に混乱する情勢に乗って景盛と見られる「五郎左衛門尉」の婿となり、その人衆を利用して延徳2年（1490年）に大路新右衛門尉を攻撃したためこれに激怒したという。しかし根来寺を後見とする秀充に五郎左衛門尉は反撃できず、古井氏に報復措置を取ったのは後継者と見られる日根野孫七郎（七郎）の代であった。